# 納坦·艾瓦爾迪
納坦·愛德華·艾瓦爾迪（英語：Nathan Edward Eovaldi，1990年2月13日—），為美國職棒大聯盟的投手，目前效力於德州遊騎兵。他先前曾效力於道奇、馬林魚、洋基、光芒與紅襪等隊。

## 職業生涯

### 洛杉磯道奇
2008年美國職棒大聯盟選秀，道奇隊在第11輪進了艾瓦爾迪。由於他先前動過湯米·約翰手術，使得他的選秀順位沒有預期的那麼前面。
艾瓦爾迪在2011年8月6日登上大聯盟。他主投5局失2分，並送出7次三振。同場比賽他還敲出大聯盟首安，後來他在先發6場比賽後轉往牛棚。整季拿下1勝2敗，防禦率3.63。
2012年，艾瓦爾迪待在2A，並在5月底升上大聯盟支援。不過整季他只拿下1勝6敗，防禦率4.15。

### 邁阿密馬林魚
2012年7月25日，道奇隊將艾瓦爾迪和斯科特·麥高夫交易到馬林魚隊，換來亨利·拉米瑞茲和Randy Choate。他在7月28日拿下在馬林魚隊的首勝。該年他在馬林魚先發12場比賽，拿下3勝7敗，防禦率4.43。整季他一共拿下4勝13敗，防禦率4.30。2013年，艾瓦爾迪拿下4勝6敗，防禦率3.39。2014年，他僅拿下6勝14敗，被敲出223支安打為聯盟最多。

### 紐約洋基
2014年12月19日，馬林魚隊將艾瓦爾迪、加勒特·瓊斯和多明哥·赫曼交易到洋基隊，換來馬丁·普拉多和大衛·菲爾普斯。
4月10日，艾瓦爾迪先發面對紅襪，主投5+1⁄3局失2分無關勝敗。期間他增加了指叉球的使用量，使得他的球威更加升級。6月20日至8月24日間，他拿下了8勝0敗，防禦率2.93。不過到了9月，他因為手肘發炎使得球季提前報銷。整季他拿下14勝3敗，防禦率4.20。艾瓦爾迪原定可在分區賽復出，結果洋基隊在外卡戰就遭到淘汰。
2016年8月16日，洋基隊宣布艾瓦爾迪將進行湯米·約翰手術，球季將提前結束。整季他拿下9勝8敗，防禦率4.76。艾瓦爾迪因為要養傷，預計將缺席整個2017年賽季。加上他的合約也會在那年到期，因此洋基隊釋出艾瓦爾迪。

### 坦帕灣光芒
2017年2月14日，艾瓦爾迪和光芒隊簽下1年200萬美元的合約。結果他2017年因為動了手肘手術而整季報銷，後來光芒隊執行他2018年球季的選擇權，讓艾瓦爾迪續留。
2018年3月28日，艾瓦爾迪的手肘因為出現關節游離體而進入傷兵名單。5月30日，艾瓦爾迪睽違一年半重返球場，並投出6局無安打。該年他先發10場比賽，拿下3勝4敗，防禦率4.26。

### 波士頓紅襪
2018年
2018年7月25日，光芒隊用艾瓦爾迪向紅襪隊交易新秀Jalen Beeks。他在紅襪隊拿下3勝3敗，防禦率3.33。
季後賽方面，艾瓦爾迪在分區賽拿下1勝。美聯冠軍賽第三戰，他先發6局失2分奪勝，並在第五戰後援1+1⁄3局無失分，幫助紅襪隊晉級世界大賽。
2018年世界大賽，艾瓦爾迪在前兩戰都後援1局無失分。第三戰他更是在延長賽為球隊投了6局，後來因為被麥克斯·蒙西敲出再見全壘打而吞敗。他那場比賽投了97球比先發投手還多，也寫下世界大賽後援投手的單場投球數紀錄。最終紅襪隊4勝1敗封王，艾瓦爾迪在球季結束後成為自由球員。不過他又和紅襪隊簽下4年6,800萬美元的合約。
2019年
艾瓦爾迪在前四場先發的防禦率高達6.00。4月20日，他因為右手肘再次出現關節游離體而休息。3天後球隊讓他接受手術。他在7月18日於3A進行復健賽，並在月底以後援投手的身分回到大聯盟賽場上。而球隊也讓Brandon Workman擔任終結者，艾瓦爾迪成為布局投手。後來艾瓦爾迪在8月中之後變回先發投手。整季他拿下2勝1敗，防禦率5.99。
2020年
這年艾瓦爾迪成為開幕戰先發，他主投6局失1分拿下勝投。他在8月底因為右小腿緊繃而進入傷兵名單，後來在9月中恢復。整年他拿下4勝2敗，防禦率3.72。
2021年
他連續兩年成為球隊開幕戰先發，不過他面對金鶯隊吞敗。7月4日，艾瓦爾迪成功入選明星賽。
2024年
2024年12月艾瓦爾迪與遊騎兵簽下3年合約。

## 外部連結
- 球員資訊和成績在MLB ，ESPN ，Retrosheet ，Baseball Reference ，Baseball Reference (Minors) ，Fangraphs ，The Baseball Cube （英文）